# Rescrit fiscal
En droit français, le rescrit fiscal est une prise de position formelle de l'administration fiscale, saisie par un contribuable. En cas d'interrogation sur la fiscalité applicable à une situation précise, la procédure du rescrit permet d'obtenir une réponse précise et définitive, opposable à l'administration y compris si la solution donnée est contraire à la loi. Le rescrit fiscal fait ainsi prévaloir la sécurité juridique du contribuable sur le principe de légalité et de hiérarchie des normes.

## Cas des associations
Les associations peuvent, en plus des rescrits fiscaux accessibles à tous les contribuables, peuvent demander des rescrits dit de « mécénat », qui atteste de la reconnaissance d'intérêt général de l'association. Celui-ci ouvre alors la voie à l'émission de reçus fiscaux pour les donateurs, qui attestent de la possibilité d'une réduction d'impôt.

### Renforcement du droit de mener des actions militantes et politiquement engagées
La sollicitation en 2010 par l'association Acrimed d'un rescrit fiscal a abouti à une décision de justice renforçant le droit des associations à mener des actions militantes et politiquement engagées : après trois refus (en 2011, en 2012 puis en 2013) de la part de l'administration fiscale, Acrimed a en effet déposé un recours auprès du tribunal administratif de Montreuil, qui lui a donné raison en annulant les décisions précédentes (TA Montreuil, 2 mai 2014, no 1304765). Le ministère des Finances et des comptes publics ayant interjeté appel, la cour administrative d’appel de Versailles s'est prononcée le 21 juin 2016 dans un arrêt qualifié de « jurisprudence inédite, protectrice du rôle de plaidoyer des associations » par le site Associathèque :
D'une part, [cette décision] constitue un précédent pour le bénéfice du régime fiscal du mécénat pour ce type d'activité : défense du droit à l'information et à la culture par l'examen critique notamment du contenu des médias. D'autre part, elle vient écarter expressément la prise en compte de la notion d'engagement politique ou militant de l'organisme dans l'analyse de l'éligibilité dudit organisme au régime du mécénat.
La cour administrative relève notamment (CAA Versailles, 6e chambre, 21 juin 2016, no 14VE01966) que « l'association requérante, par les explications fournies et les pièces qu'elle verse au dossier, justifie que les actions qu'elle mène sont conformes à sa mission statutaire, mission dont il n'est pas sérieusement contesté qu'elle revêt un caractère d'intérêt général ; qu'à l'appui de son recours, le ministre des Finances et des comptes publics se borne à relever le caractère "militant" et politiquement engagé des actions en question ; que, toutefois, un tel défaut de neutralité politique, à le supposer établi, ne fait pas en lui-même obstacle à ce que l'intéressée puisse se prévaloir, en tant notamment qu'organisme à caractère culturel, des dispositions précitées des articles 200 et 238 bis du code général des impôts ».
Cet arrêt a été commenté dans de nombreuses publications juridiques telles que Mémento Associations 2018 (Éditions Francis Lefebvre), le site Actu-Juridique.fr édité par Lextenso, le site Associations mode d'emploi, la revue Communes et Associations ou encore le blog Droit administratif.

## Accord pour les entreprises
Le rescrit fiscal peut aussi désigner (à la manière de l'anglais « tax ruling ») l'accord entre une entreprise et l'administration fiscale sur un montage spécifique et sur ses incidences fiscales avec de possibles négociations. Dès lors que le montage est validé, pour une certaine durée — généralement 5 à 7 ans – l'accord ne peut pas être remis en cause par l’administration fiscale sauf s’il est vraiment détourné. La pratique des rescrits fiscaux existe dans 22 pays de l'Union européenne.

### Les rescrits fiscaux révélés par l'affaire Luxleaks
En 2014, le consortium de journalistes ICIJ a révélé que les rescrits fiscaux luxembourgeois étaient largement utilisés par de grandes sociétés multinationales dans le cadre de leur politique d'optimisation fiscale agressive afin de très fortement réduire le montant de leurs impôts sur les bénéfices. Ces révélations ont pris le nom de scandale LuxLeaks (pour Luxembourg Leaks), à la suite de fuites de rescrits fiscaux établis entre 2002 et 2010 par les filiales luxembourgeoises de grands cabinets comptables pour le compte de 343 sociétés multinationales. Bien que légaux, ces rescrits sont alors perçus comme une forme de dumping fiscal privant de nombreux États européens de leurs rentrées fiscales.
À la suite des révélations LuxLeaks, la signature de rescrits fiscaux s'est poursuivie dans les pays européens. Ainsi, pour l'année 2014, l’Administration luxembourgeoise des Contributions Directes indique avoir validé 715 rescrits. Leur contenu demeure secret : ni le nom des entreprises bénéficiaires ni les taux effectifs d’imposition obtenus ne sont connus.

### Moindre opacité des rescrits fiscaux et question sur leur légalité
Les révélations LuxLeaks ont participé à modifier en 2015 la règlementation relative aux rescrits fiscaux. Antérieurement, le contenu de chaque rescrit fiscal n'était connu que des parties concernées (administration fiscale et contribuable). La réforme engagée par la Commission européenne a instauré l'échange automatique d’informations entre les administrations fiscales des États européens sur les rescrits fiscaux validés. Une certaine opacité demeure néanmoins : il ne s'agit pas d'échanger le contenu des rescrits fiscaux mais des informations relatives à ces rescrits. De plus, ni le grand public ni la Commission européenne n’ont accès à ces informations. En conséquence, l’opinion publique pourra difficilement faire pression sur des agréments fiscaux jugés trop favorables. De même, la commission européenne ne pourra pas s'appuyer sur ces informations pour lancer d’éventuelles enquêtes pour distorsion à la concurrence.
En octobre 2015, à l'issue de plus d'un an d'investigation de ses services, la commissaire européenne à la concurrence Margrethe Vestager indique que les montages fiscaux qui profitent au constructeur Fiat au Luxembourg et aux cafés Starbucks aux Pays-Bas constituent des aides d’État illégales. Cette décision qualifiée d'« historique », remet en question la légalité de l'ensemble des dispositifs de rescrits fiscaux.
En août 2016, Margrethe Vestager demande à Apple de rembourser à l’État irlandais la somme record de 13 milliards d'euros (plus les intérêts) au titre d'« aides d’État » contraires au droit européen de la concurrence,. En effet, grâce à plusieurs rescrits fiscaux (« tax rulings ») obtenus de l’État irlandais depuis 1991 puis 2007, Apple ne soumettait pas les profits qu'il rapatriait d'Europe en Irlande au taux normal irlandais de 12,5 % (un taux déjà très favorable), mais à des taux considérablement réduits. Cette décision de la Commission européenne est donc une remise en cause sans ambiguïté de la légalité de tels rescrits, tout en relançant le débat sur l'harmonisation fiscale au sein de l'Europe et en soulignant les limites de la souveraineté des États en matière fiscale.